# Vranov nad Dyjí
Vranov nad Dyjí é uma comuna checa localizada na região de Morávia do Sul, distrito de Znojmo.